# Rusa (socken)
Rusa (kinesiska: 如萨, 如萨乡) är en socken i Kina. Den ligger i den autonoma regionen Tibet, i den sydvästra delen av landet, omkring 510 kilometer väster om regionhuvudstaden Lhasa. Antalet invånare är 721. Befolkningen består av 359 kvinnor och 362 män. Barn under 15 år utgör 32 %, vuxna 15-64 år 63 %, och äldre över 65 år 4,0 %.
Genomsnittlig årsnederbörd är 582 millimeter. Den regnigaste månaden är juli, med i genomsnitt 174 mm nederbörd, och den torraste är november, med 17 mm nederbörd.